# Галковский Кут
Галковский Кут — исторический район в Саксаганском районе города Кривой Рог Днепропетровской области.

## История
Изначально представлял собой залесенный полуостров, образованный излучиной реки Саксагани. Название произошло от фамилии местных помещиков Галковских.

## Характеристика
Естественный ландшафт утерян. Река Саксагань, образовующая излучину Галковского Кута претерпела значительные антропогенные изменения — в её долине создано Саксаганское водохранилище, часть природного водотока переведена в подземный деривационный тоннель. 
Застройка представлена частным сектором.